# 岡田福吉
岡田 福吉（おかだ ふくよし、1917年4月25日 - 1944年12月21日）は、愛知県一宮市出身のプロ野球選手（二塁手、三塁手）。

## 来歴・人物
一宮第二小学校時代に全国少年野球大会で優勝。東邦商（現：東邦高等学校）時代には春2回（1935年,1936年）甲子園に出場し、1935年にはベスト4、1936年にはベスト8になった。その後、早稲田大学でプレーをした。
1940年、イーグルスに入団。俊足と堅守を生かして1年目からレギュラー出場。打撃はやや非力だったが、持ち前の勝負強さがあった。また選球眼が非常に優れており、四球の数が三振を大幅に上回っていた。同年6月8日の阪神戦では、エース・若林忠志から決勝のランニング2ランホームラン（現役時代唯一のホームラン）を放っている。同年末に1回目の応召。2年間の軍隊生活の後、1943年に大和に復帰したが、同年シーズン終了後に2回目の応召。翌1944年12月21日、中国北支で戦病死した。享年27。
東京ドーム敷地内にある、鎮魂の碑には彼の名が刻まれている。

## 詳細情報

### 年度別打撃成績
| 年 度     | 球 団                | 試 合 | 打 席 | 打 数 | 得 点 | 安 打 | 二 塁 打 | 三 塁 打 | 本 塁 打 | 塁 打 | 打 点 | 盗 塁 | 盗 塁 死 | 犠 打 | 犠 飛 | 四 球 | 敬 遠 | 死 球 | 三 振 | 併 殺 打 | 打 率 | 出 塁 率 | 長 打 率 | O P S |
| --------- | -------------------- | ----- | ----- | ----- | ----- | ----- | -------- | -------- | -------- | ----- | ----- | ----- | -------- | ----- | ----- | ----- | ----- | ----- | ----- | -------- | ----- | -------- | -------- | ----- |
| 1940      | イーグルス 黒鷲 大和 | 97    | 425   | 377   | 37    | 74    | 11       | 0        | 1        | 88    | 29    | 22    | --       | 5     | 1     | 42    | --    | 0     | 18    | --       | .196  | .276     | .233     | .509  |
| 1943      | イーグルス 黒鷲 大和 | 57    | 233   | 201   | 13    | 38    | 7        | 0        | 0        | 45    | 11    | 13    | 4        | 3     | --    | 29    | --    | 0     | 10    | --       | .189  | .291     | .224     | .515  |
| 通算：2年 | 通算：2年            | 154   | 658   | 578   | 50    | 112   | 18       | 0        | 1        | 133   | 40    | 35    | 4        | 8     | 1     | 71    | --    | 0     | 28    | --       | .194  | .282     | .230     | .512  |

- イーグルスは、1940年途中に黒鷲（黒鷲軍）に、1942年に大和（大和軍）に球団名を変更

### 背番号
- 33 （1940年）[8]
- 26 （1943年）[8]